# Kanzleramt (label)
Kanzleramt est un label indépendant de musique électronique aujourd'hui basé à Berlin, fondé par Bernhard Laux et Heiko Laux en janvier 1994, aujourd'hui distribué par Rough Trade Germany.

## Divisions du label
- K2 O Records
- U-Turn